# Anastrepha sylvicola
Anastrepha sylvicola
 es una especie de insecto díptero que Frederick Knab describió científicamente por primera vez en el año 1915.
Esta especie pertenece al género Anastrepha de la familia Tephritidae.